# 費納里伊薩清真寺
費納里伊薩清真寺（土耳其語：Molla Fenâri Îsâ Câmîi），是土耳其伊斯坦布尔法提赫区的一座清真寺，由拜占庭帝国时期利普斯修道院（希臘語：Μονή του Λιβός）的两座东正教教堂改成。